# 巴西農業部
农业、畜牧业和食品供应部（葡萄牙語：Ministério da Agricultura, Pecuária e Abastecimento，缩写为MAPA）是巴西政府的一個部门。该部門負責制定和实施农业发展政策。
巴西農業部成立于1860年的巴西帝时期。该部門在巴西第一共和国初期一度被取消，1909年又重新設立农业部。 